# Ralph Abraham
Ralph H. Abraham (Burlington, Vermont, 4. srpnja 1936. – Santa Cruz, Kalifornija, 19. rujna 2024.) bio je američki matematičar.
Ralph H. Abraham je 1960. doktorirao matematiku na sveučilištu Michigan, poučavao je na Berkeleyu i Princetonu, te nakon toga se seli u Santa Cruz. 
Sudjelovao je u razvitku teorije dinamičkih sustava i teorije kaosa. 
Osnivač Visual Math Institute-a u Santa Cruz, Kalifornija.